# Academia Lovaina
La Academia Lovaina es un vínculo académico establecido entre cuatro universidades francófonas de Bélgica, como consecuencia de la reforma de la educación superior en la Unión Europea, conocido como "Reforma Bolonia". Las instituciones que la conforman son:
- La Universidad Católica de Lovaina (UCL) (Lovaina La Nueva)
- Las Universidad de Namur (UNamur) (Namur)
- Las Facultades Universitarias San Luis (FUSL) (Bruselas)
- Las Facultades Universitarias Católicas de Mons (FUCaM) (Mons)

Después de casi tres años de colaboración activa, los rectores de cuatro universidades católicas, las FUCaM, las FUNDP, las FUSL y la Universidad Católica de Lovaina, decidieron el 12 de marzo de 2007, comenzar negociaciones con el objeto de fusionar, a mediano plazo, las cuatro universidades en una sola institución que se llamaría "Universidad Católica de Lovaina". Sin embargo, el 17 de diciembre de 2010, inesperadamente las FUNDP votaron en contra del proyecto, llevándolo a un punto crítico. Pese a todo y siguiendo con el plan, en septiembre de 2011 las FUCam se fusionaron a la UCL.
En 2015,  La Academia Lovaina fue disuelta, tras la proclamación del Decreto "Paysage" en 2013. 
En 2017, las universidades San Luis - Bruselas y Católica de Lovaina, deciden fusionarse, dando nueva esperanza al proyecto de reagrupar en una sola universidad (UCL) a  la U. de Mons, Lovaina, Bruselas y Tournai. A través de lo que aún es llamado "Academia Lovaina", la mayor parte de los recursos humanos y electrónicos son ya comunes entre las dos universidades, al igual que sus facultades. Dicha fusión debe todavía ser aprobada por la Federación Valona Bruselas. 